# Sibylla pannulata
Sibylla pannulata är en bönsyrseart som beskrevs av Ferdinand Karsch 1894. 
Sibylla pannulata ingår i släktet Sibylla och familjen Sibyllidae. Inga underarter finns listade i Catalogue of Life.